# Pierre Charrassin
Pour les articles homonymes, voir Charrassin.
Pierre Charrassin est un homme politique français né le 12 septembre 1802 à Bourg-en-Bresse (Ain) et mort le 15 décembre 1864 à Lyon (Rhône).

## Biographie
Avocat à Bourg-en-Bresse, il est député de l'Ain de 1848 à 1849, siégeant avec les partisans du général Cavaignac et maire de Bourg-en-Bresse.

## Sources
- « Pierre Charrassin », dans Adolphe Robert et Gaston Cougny, Dictionnaire des parlementaires français, Edgar Bourloton, 1889-1891 [détail de l’édition]